# Kościelec
Kościelec è un comune rurale polacco del distretto di Koło, nel voivodato della Grande Polonia.
Ricopre una superficie di 105,9 km² e nel 2006 contava 6 654 abitanti.